# Xiphulcus
Xiphulcus is een geslacht van insecten uit de orde vliesvleugeligen (Hymenoptera) en de familie Ichneumonidae.

## Soorten
- X. additor Aubert, 1977
- X. borealis Horstmann, 2010
- X. constrictus (Thomson, 1884)
- X. floricolator (Gravenhorst, 1807)
- X. labralis Townes, 1983
- X. megacephalus Schwarz, 2003
- X. mystacis Townes, 1983
- X. parallelus Townes, 1983
- X. plectiscinus (Roman, 1916)
- X. szujeckii Sawoniewicz, 1978